# Батыров, Хабиб Гаджиевич
Хаби́б Гаджи́евич Баты́ров (24 августа 1993 года, Хасавюрт, Дагестан, Россия) — российский борец вольного стиля, призёр чемпионата России, мастер спорта России международного класса. Представляет СДЮШОР имени Шамиля Умаханова (Хасавюрт). Член сборной команды страны с 2014 года. Выступает в полусредней весовой категории (до 74 кг).

## Спортивные результаты
- Турнир «Али Алиев» 2012 года (Каспийск) — ;
- Первенство Европы среди юниоров 2013 года (Скопье) — ;
- Первенство Европы среди кадетов 2013 года (Скопье) — ;
- Чемпионат России по вольной борьбе 2015 года — .